# Codice ATC B05
Il codice ATC B05 "sostituti del sangue e soluzioni di perfusione" è un sottogruppo del sistema di classificazione Anatomico Terapeutico e Chimico, un sistema di codici alfanumerici sviluppato dall'OMS per la classificazione dei farmaci e altri prodotti medici. Il sottogruppo B05 fa parte del gruppo anatomico B, farmaci per il sangue e l'emopoiesi.
Codici per uso veterinario (codici ATCvet) possono essere creati ponendo la lettera Q di fronte al codice ATC umano: QB05...
Numeri nazionali della classificazione ATC possono includere codici aggiuntivi non presenti in questa lista, che segue la versione OMS.

## B05A Sangue e prodotti correlati

### B05AA Sostituti del sangue e frazioni proteiche plasmatiche
B05AA01 Albumina
B05AA02 Altre proteine plasmatiche frazionate
B05AA03 Sostituti del sangue fluorocarbonici
B05AA05 Destrano
B05AA06 Derivati della gelatina
B05AA07 Amido idrossietilico
B05AA08 Emoglobina crosfumarile
B05AA09 Emoglobina raffimer
B05AA10 Emoglobina glutamer (bovina)

### B05AX Altri prodotti del sangue
B05AX01 Eritrociti
B05AX02 Piastrine
B05AX03 Plasma (biologia)
B05AX04 Cellule staminali dal sangue del cordone ombelicale

## B05B Soluzioni endovenose

### B05BA Soluzioni per nutrizione parenterale
B05BA01 Amminoacidi
B05BA02 Emulsioni lipidiche
B05BA03 Carboidrati
B05BA04 Proteine idrolisate
B05BA10 Associazioni

### B05BB Soluzioni che influenzano l'equilibrio elettrolitico
B05BB01 Elettroliti
B05BB02 Elettroliti con carboidrati
B05BB03 Trometamolo
B05BB04 Elettroliti in associazioni con altri farmaci

### B05BC Soluzioni osmotiche - Diuretici osmotici
B05BC01 Mannitolo
B05BC02 Carbamide

## B05C Soluzioni per irrigazione

### B05CA Antinfettivi
B05CA01 Cetilpiridinio
B05CA02 Clorexidina
B05CA03 Nitrofurazone
B05CA04 Sulfametizolo
B05CA05 Taurolidina
B05CA06 Acido mandelico
B05CA07 Noxitiolina
B05CA08 Etacridina lattato
B05CA09 Neomicina
B05CA10 Associazioni

### B05CB Soluzioni saline
B05CB01 Cloruro di sodio
B05CB02 Citrato di sodio
B05CB03 Citrato di magnesio
B05CB04 Bicarbonato di sodio
B05CB10 Associazioni

### B05CX Altre soluzioni per irrigazioni
B05CX01 Glucosio
B05CX02 Sorbitolo
B05CX03 Glicina
B05CX04 Mannitolo
B05CX10 Combinazioni

## B05X Preparati per soluzioni

### B05XA Soluzioni elettrolitiche
B05XA01 Cloruro di potassio
B05XA02 Bicarbonato di sodio
B05XA03 Cloruro di sodio
B05XA04 Cloruro d'ammonio
B05XA05 Solfato di magnesio
B05XA06 Fosfato di potassio, incluse le associazioni con altri sali di potassio
B05XA07 Cloruro di calcio
B05XA08 Acetato di sodio
B05XA09 Fosfato di sodio
B05XA10 Fosfato di magnesio
B05XA11 Cloruro di magnesio
B05XA12 Cloruro di zinco
B05XA13 Acido cloridrico
B05XA14 Sodio glicerofosfato
B05XA15 Potassio lattato
B05XA16 Cardioplegia soluzioni
B05XA17 Acetato di potassio
B05XA30 Associazioni di elettroliti
B05XA31 Elettroliti in associazioni con altri farmaci

### B05XB Amminoacidi
B05XB01 Arginina
B05XB02 Alanil glutamina
B05XB03 Lisina

### B05XX Altri additivi per soluzioni i.v.
B05XX02 Trometamolo